# Castillo de Matamala
Las ruinas del castillo de Matamala se encuentran en un promontorio sobre la Ermita de Nuestra Señora de Matamala, en el término municipal de Quinto, provincia de Zaragoza (España). En la actualidad está protegido como zona arqueológica.

## Historia
Debió de realizarse a finales del siglo XII, a partir de 1178, cuando en el proceso de reestructuración espacial y demográfica que siguió a la conquista cristiana de este territorio se fundó la aldea de Matamala, concedida por Alfonso II de Aragón a Iñigo Cortada para repoblarla. No se sabe si existía una fortificación musulmana anterior en el lugar, aunque por los restos encontrados, pudiera parecer que la construcción cristiana se realizó sobre un recinto musulmán al que tras la reconquista cristiana se le pudo añadir una torre. En el siglo XIV era propiedad del condado de Luna y en el siglo XV, de los Funes. Quedó abandonado en el siglo XV, con la despoblación del núcleo de Matamala (documentada en 1495).

## Descripción
Son las ruinas de una modesta fortificación que debió de servir como defensa para la pequeña población de Matamala, un conjunto de efímera existencia en época medieval.
De los restos conservados puede deducirse que se trataba de un recinto rectangular con un torreón cuadrangular situado en uno de sus extremos. De ellos apenas queda en pie un lienzo y el arranque del otro pertenecientes al torreón, y un fragmento de muro del recinto rectangular. Es una obra de gran grosor y tosca ejecución, realizada en dos capas de mampostería irregular con relleno de piedras sueltas entre abundante mortero de yeso en el torreón, y de tierra con cascote en el muro del recinto (que parece haber sido originalmente de peor calidad). Uno de los muros del torreón presenta exteriormente revoque de yeso, lo que parece indicar que todos los paramentos exteriores se encontraban revocados.